# Bibliographie sur la mythologie celtique

## Ouvrages en français

### Vulgarisation
- Paul Bouchet, René Bouchet, Claudine Bouchet, Les Druides : science & philosophie, Guy Trédaniel éditeur, 2011,  (ISBN 2-813-20313-0)Les auteurs sont responsables d'un groupe néodruidique et n'ont pas de qualification académique.
- Miranda Jane Green, Mythes celtiques, éditions du Seuil pour l'édition française, collection Points, 1995.  (ISBN 2-02-022046-6), édition originale Celtic Myths parue en 1993 (British Museum Publications)
- Patrice Lajoye, Des Dieux gaulois. Petits essais de mythologie, Archaeolingua, Budapest, 2008.
- Jean-Paul Persigout, Dictionnaire de mythologie celte, Éditions du Rocher, Monaco, 1985  (ISBN 2-268-00968-8) (ouvrage de vulgarisation avec quelques erreurs)
- Georges Roth, Cûchulainn, héros légendaire de l’Irlande, Spézet, Coop Breizh, novembre 1995, 174 p. (ISBN 2-909924-54-8)Récit synthétique de la geste de Cûchulainn.
- Venceslas Kruta, Les Celtes, Histoire et Dictionnaire, Gallimard, coll. « Bouquins », Paris, 2000  (ISBN 2-7028-6261-6)
- Juliette Wood, Le livre de la sagesse celte, éditions Gründ pour l'édition française 2001  (ISBN 2-7000-3109-1) (édition originale 2000 par Duncan Baird Publishers, Londres, sous le titre The Celtic book of living and dying)
- Claude Sterckx, Mythologie du monde celte, Marabout, octobre 2009  (ISBN 978-2-501-05410-2)

### Mythologie comparée
- Philippe Jouët, L’Aurore celtique dans la mythologie, l'épopée et les traditions, Yoran embanner, Fouesnant, 2007,  (ISBN 978-2-914855-33-4)
- Philippe Jouët, Aux sources de la mythologie celtique, Yoran embanner, Fouesnant, 2007,  (ISBN 978-2-914855-37-2)
- Bernard Sergent, Celtes et Grecs I. Le livre des héros, Payot, Paris, 1999  (ISBN 2-228-89257-2)
- Bernard Sergent, Celtes et Grecs II. Le livre des dieux, Payot, Paris, 2004  (ISBN 2-228-89926-7)
- Dominique Hollard, Daniel Gricourt, Cernunnos le dioscure sauvage. Recherches sur le type dionysiaque chez les Celtes, Éds. de l’Harmattan, 2010

### Mythes, folklore, contes
- Yann Brekilien, La Mythologie celtique, Monaco, éditions du Rocher, décembre 1993, 444 p. (ISBN 2-268-01631-5)Ouvrage de vulgarisation contenant quelques erreurs et surtout beaucoup de folklorisme.

### Mythologie et religion
- Jean-Louis Brunaux, Les Religions gauloises, Nouvelles approches sur les rituels celtiques de la Gaule indépendante, Errance, Paris, 2000  (ISBN 2-87772-192-2)
- Jean-Louis Brunaux, Guerre et religion en Gaule, Errance, Paris, 2004,  (ISBN 2-87772-259-7)
- Jean-Louis Brunaux, Les Druides, des philosophes chez les Barbares, Paris, éditions du Seuil, septembre 2006, 381 p. (ISBN 2-286-02631-9)Étude  des druides gaulois exclusivement d’après les sources littéraires antiques gréco-romaines. Pas de lien avec les sources insulaires brittoniques et irlandaises.
- Simone Deyts, Images des dieux de la Gaule, Errance, Paris, 1992,  (ISBN 2-87772-067-5)
- Paul-Marie Duval, Les Dieux de la Gaule, Paris, éditions Payot, février 1993, 169 p. (ISBN 2-228-88621-1)Réédition augmentée d'un ouvrage paru initialement en 1957 aux PUF. Paul-Marie Duval distingue la mythologie gauloise celtique du syncrétisme dû à la civilisation gallo-romaine.
- Christian-J. Guyonvarc'h, Magie, médecine et divination chez les Celtes, Bibliothèque scientifique Payot, Paris, 1997  (ISBN 2-228-89112-6)
- Christian-J. Guyonvarc'h et Françoise Le Roux, Les Druides, Ouest-France Université, coll. « De mémoire d’homme : l’histoire », Rennes, 1986  (ISBN 2-85882-920-9)
- Christian-J. Guyonvarc'h et Françoise Le Roux, La Civilisation celtique, Ouest-France Université, coll. « De mémoire d’homme : l’histoire », Rennes, 1990  (ISBN 2-7373-0297-8)
- Christian-J. Guyonvarc'h et Françoise Le Roux, Les Fêtes celtiques, Ouest-France Université, coll. « De mémoire d’homme : l’histoire », Rennes, 1995  (ISBN 978-2-7373-1198-7)
- Jean-Jacques Hatt, Les Celtes et les Gallo-Romains, Nagel, 1970
- Jean-Jacques Hatt, La Tombe gallo-romaine : recherches sur les inscriptions et les monuments funéraires gallo-romains des trois premiers siècles de notre ère (suivi de) Les Croyances funéraires des Gallo-romains d'après la décoration des tombes, Picard, 1986
- Jean-Jacques Hatt, Mythes et dieux de la Gaule. 1, Les Grandes divinités masculines, Picard, 1989
- Jean-Jacques Hatt, Mythes et dieux de la Gaule. 2, (inachevé, complété après son décès, consultable en ligne )
- Gaël Hily, Le Dieu celtique Lugus, Éditions TIR-CRBC, Rennes, 2012  (ISBN 978-2-917681-18-3)
- Claude Sterckx, Éléments de cosmogonie celtique', éditions de l’Université de Bruxelles, Bruxelles, 1986,  (ISBN 2-8004-0900-2).
- Claude Sterckx, Essai de dictionnaire des dieux, héros, mythes et légendes celtes, Société Belge d'Études Celtiques, Bruxelles, 3 tomes parus, 1998, 2000 et 2005  (ISBN 2-87285-063-5),  (ISBN 2-87285-077-5) et  (ISBN 2-87285-102-X)
- Claude Sterckx, Taranis, Sucellos et quelques autres. Le dieu souverain des Celtes, de la Gaule à l'Irlande, Mémoires de la Société Belge d'Études Celtiques, 22-24, Bruxelles, 3 tomes, 2005  (ISBN 2-87285-104-6)
- Joseph Vendryes, La Religion des Celtes, Coop Breizh, Spezet, 1997,  (ISBN 2-909924-91-2)
- Jan de Vries, La Religion des Celtes, Payot, Paris, 1963  (ISBN 2-228-88026-4), (première édition 1948, contenu dépassé par les dernières études).
- Claude Sterckx Essai de dictionnaire des dieux, héros, mythes et légendes des Celtes (vol. 1), Bruxelles, S.B.E.C., 1998

## Ouvrages en anglais
- Janet Backhouse, The Lindisfarne Gospels, British Library Press, Londres, 1995
- Alexander Carmichael, Carmina Gadelica Hymns and Incantations, Floris Books, Édimbourg, 1992
- Nora Chadwick, The Druids, University of Wales Press, Cardiff, 1997
- Thomas Clancy et Gilbert Markus, Iona : The earliest poetry of a celtic monastery, Edinburgh University Press, Édimbourg, 1995
- James MacKillop, Dictionary of Celtic Mythology, Oxford University Press, Oxford, 1998  (ISBN 0-19-280120-1)
- Garrett S. Olmsted, The Gods of the Celts and the Indo-Europeans, Archaelolingua, Budapest, 1994  (ISBN 963-8046-07-4)
- Byrne, Francis John, Irish Kings and High-Kings. Batsford, London, 1973  (ISBN 0713458828)
- T. M. Charles-Edwards, Early Christian Ireland, Cambridge University Press, 2000,  (ISBN 0521363950),  (ISBN 9780521363952)
- John Collis, The Celts: origins, myths & inventions   (ISBN 0752429132)

## Textes mythologiques
- Anonyme (trad. de l'irlandais par Léo Scaravella), Dieux, héros, rois et saints. Mythes, sagas et littérature épique de l'Irlande ancienne, Livre 1: Aux origines, Publishroom Factory, 2024, 482 p.  (ISBN 978-2384549788)
- Anonyme (trad. de l'irlandais par Léo Scaravella), Dieux, héros, rois et saints. Mythes, sagas et littérature épique de l'Irlande ancienne, Livre 2: Les exploits des héros, Publishroom Factory, 2024, 578 p.  (ISBN 978-2386251641)
- Anonyme, Le Dialogue des deux sages (Immacallam in da thuarad), Paris, Bibliothèque scientifique Payot, février 1999, 183 p. (ISBN 2-228-89214-9)Texte présenté et annoté par Christian-J. Guyonvarc'h, il s’agit d’un dialogue entre deux druides de haut rang.
- Anonyme, La Rafle des vaches de Cooley (Táin Bó Cúailnge), Paris, L'Harmattan, février 1997, 286 p. (ISBN 2-7384-5250-7)L’un des textes les plus importants et le plus long de la mythologie celtique, traduit de l'irlandais, présenté et annoté par Alain Deniel.
- Anonyme, Les Quatre Branches du Mabinogi et autres contes gallois du Moyen Âge, Paris, Gallimard, coll. « L'Aube des peuples », octobre 1993, 419 p. (ISBN 2-07-073201-0)Les Mabinogion, traduit du moyen gallois, présenté et annoté par Pierre-Yves Lambert, sont des textes essentiels de la mythologie celtique brittonique et de la « matière de Bretagne » (émergence de la légende arthurienne).

- (en) Anonyme (trad. de l'irlandais par Jeffrey Gantz, préf. Jeffrey Gantz), Early Irish Myths and Sagas, Londres, Penguin Books, coll. « Classics », 1981, 280 p. (ISBN 978-0-14-044397-4, présentation en ligne)First written down in the eighth century, these early Irish stories depict a far older world – part myth, part legend and part history.

## Bibliographie connexe
- Bibliographie sur la civilisation celtique